# Спенсер Гейвуд
Спенсер Гейвуд (англ. Spencer Haywood; нар. 22 квітня 1949, Сільвер-Сіті, штат Міссісіпі, США) — професійний американський баскетболіст, який виступав у Американській баскетбольній асоціації (АБА) та Національній баскетбольній асоціації (НБА), Олімпійський чемпіон 1968 року у складі збірної США. Гейвуд лише за свій єдиний сезон у АБА ставав найціннішим гравцем Матчу всіх зірок АБА, Новачком року АБА і найціннішим гравцем АБА, а пізніше увійшов до числа тридцяти найвизначніших гравців АБА, з яких сформували в 1997 році збірну всіх часів.

## Ранні роки та коледж
Гейвуд народився в маленькому містечку Сільвер-Сіті (штат Міссісіпі) в багатодітній родині, яка жила в тотальній бідності. Післявоєнний період виявився дуже важким і, скориставшись нагодою, майбутній баскетболіст у 15 років переїхав спочатку в Чикаго, а потім у Детройт до свого брата. Привівши до чемпіонства Мічигану свою школу Першинга, Гейвуд вступив до Тринідадського коледжу в Колорадо. Перший рік у баскетбольній команді коледжу Спенсер закінчив з показниками 28,2 очка і 22,1 підбору і, разом з іншими непрофесіоналами, його запросили представляти свою країну на Літніх Олімпійських іграх 1968 року в Мехіко. Через війну у В'єтнамі і, зокрема, спірні рішення уряду США щодо афроамериканського населення на ній, багато афроамериканських спортсменів, серед яких і Лью Алсіндор бойкотували Олімпіаду. Попри це, більшість із запрошених до участі все ж поїхали до Мехіко, проте в знак солідарності з незаслужено загиблими афроамериканцями і несхваленням владою всі вони, включаючи і Гейвуда, на медальній церемонії під час виконання гімну одягали символічну чорну рукавичку. Збірна США, в якій Гейвуд був лідером за очками (16,1 у середньому за гру) і встановив рекорд за відсотком попадання з гри — 71,9 %, обіграла у фіналі збірну Югославії й завоювала золоті медалі. Після успішного виступу на Олімпіаді Спенсер Гейвуд прийняв стипендію від Детройтського університету в Мерсі і починаючи з другого курсу виступав за його університетську команду. Сезон 1968/69 Спенсер провів ще сильніше, набираючи в середньому за гру 32,1 очка і роблячи 21,5 підбору. Після його закінчення Гейвуд вирішив відмовитися від ще двох, обов'язкових для того часу, років і підписати контракт з командою АБА «Денвер Рокетс».

## Професійна кар'єра

### АБА
Перший свій сезон у професійному баскетболі Спенсер Гейвуд провів на найвищому рівні, набираючи в середньому за гру 30,0 очок і роблячи 19,5 підбору (рекорд АБА серед всіх гравців). Завоювавши спочатку в середині сезону титул найціннішого гравця Матчу всіх зірок АБА", в самому матчі набравши 23 очки і зробивши 19 підбирань і 7 блок-шотів. Після закінчення регулярного сезону Гейвуд отримав нагороди «Новачок року АБА» і «MVP АБА», однак «Рокетс» програли у фіналі Конференції «Лос-Анджелес Старз».

### Кар'єра в НБА
Після феноменального сезону в АБА Спенсер приголомшив НБА, покинувши «Денвер» і підписавши угоду з «Сієтл Суперсонікс», що заборонялося тодішніми правилами ліги, оскільки Гейвуд не закінчив університет. Підписання контракту з «Сієтл Суперсонікс» супроводжувалося опором з боку управління НБА і команд із неї, оскільки якщо б не це порушення, то Гейвуд повинен був би виставляти свою кандидатуру тільки на драфті 1972 року. У підсумку НБА подала в суд на «Суперсонікс» і ця справа пізніше стала відома як Гейвуд проти НБА. Верховний суд, взявши до уваги аргумент Хейвуда, що він єдиний годувальник у родині й забезпечує своїх батьків і близьких, виніс рішення на користь Спенсера, тим самим змінивши історію НБА і баскетболу загалом. Після закінчення судового процесу баскетболіст відіграв за «Суперсонікс» наприкінці сезону 33 гри і закінчив його зі статистикою 20,6 очка і 12 підбирань у середньому за гру.
У першому повному сезоні Гейвуд вийшов на свій рівень гри і його викликали на Матч всіх зірок, а після завершення сезону обрали в першу збірну всіх зірок НБА. Однак його середні 26,3 очки і 12 підбирань все ж не допомогли «Сієтл Суперсонікс» вийти навіть у плей-оф. Наступний сезон був успішним для Гейвуда, але невдалим для команди, яка так жодного разу і не виходила в плей-оф від початку існування. Завдяки 29,2 очка і 12,9 підбору Спенсер удруге взяв участь у Матчі всіх зірок НБА і потрапив у збірну всіх зірок НБА. За наступні два сезони в «Сієтлі» Спенсер Гейвуд трохи втратив у результативності і хоча в них його також викликали на Матч всіх зірок, але за підсумками регулярного сезону обирали лише в другі збірні всіх зірок. Тільки в останньому для Гейвуда сезоні за «Сонікс» команда вперше в історії змогла пробитися в плей-оф НБА і обіграла там в першому раунді «Детройт Пістонс» з Бобом Леньє і Дейвом Бінгом у складі, але програла майбутнім чемпіонам «Голден-Стейт Ворріорс» у наступному раунді.
Після цього сезону Гейвуд був проданий «Нью-Йорк Нікс» в обмін на право вибору на драфті і готівку. У Нью-Йорку Спенсер вів публічний спосіб життя і одружився з відомою моделлю Іман. У середині сезону 1976/77 через травму Гейвуда клуб придбав на його позицію дуже сильного конкурента Боба Макаду, який і став основним у «Нікс» навіть після повернення в стрій Спенсера. У останньому неповному сезоні за «Нью-Йорк» Спенсер набирав 17,8 очка і після 34 ігор у ньому, після відходу з клубу Волта Фрейзера і з вже віковим Ерлом Монро був обміняний на Джо Мерівезера в «Нью-Орлеан Джаз», в якому відіграв ще стільки ж ігор сезону. Разом з Пітом Маравічем вони стали лідерами команди, але Гейвуд так і не зміг врятувати команду від останнього місця в лізі після жахливого початку регулярного сезону. Однак 24,0 очки, 9,6 підбору, 1,6 блок-шота і 0,9 перехоплення в середньому за гру все ж переконали багатьох і після переїзду «Джаз» в Юту вони обміняли його на Едріана Дентлі в «Лос-Анджелес Лейкерс».
У складі «Лос-Анджелес Лейкерс» Спенсер переважно грав важкого форварда разом з Джимом Чонсом, оскільки позицію центрового займав Карім Абдул-Джаббар. Саме з «Лейкерс» Гейвуд виграв своє єдине чемпіонство НБА і перше для команди в епоху «Шоутайм». Середні 9,7 очка за гру, а також сварка з головним тренером Полом Вестхедом після якої Спенсера відсторонили від ігор фінальної серії з «Філадельфією 76» не задовольнили керівників клубу і вони не стали платити високу зарплатню гравцеві з обмеженою роллю в команді і наступний сезон Гейвуд провів у Італії.
Підписавши річний контракт з клубом Серії A «Реєр Венеція» Спенсер відіграв у Венеції повний сезон, після завершення якого повернувся в клуб НБА «Вашингтон Буллітс». За два сезони Гейвуд зіграв у більш як 100 іграх за «Буллітс» і в них набирав у середньому 12,7 очка за гру. У березні 1983 року Спенсер Гейвуд завершив професійну кар'єру у віці 33 років.